# R&B Jumpoff Vol. 38
R&B Jumpoff Vol. 38 to wydany w 2008 roku mixtape amerykańskiego rapera Big Mike’a i producenta Big Stressa. Zawiera on utwory wykonawców R&B.

## Lista utworów
| #  | Tytuł                        | Wykonawcy                          | Czas |
| -- | ---------------------------- | ---------------------------------- | ---- |
| 1  | "Touch My Body (Remix)"      | Mariah Carey, The Dream            | 3:19 |
| 2  | "All Around the World"       | Lloyd, Lil Wayne                   | 3:24 |
| 3  | "I Love Your Girl (Remix)"   | The Dream, Young Jeezy             | 4:48 |
| 4  | "Bust It Baby (Remix)"       | Plies, Ne-Yo                       | 3:52 |
| 5  | "Enjoy Yaself"               | Mary J. Blige, Jay-Z               | 4:43 |
| 6  | "Closer"                     | Ne-Yo                              | 3:47 |
| 7  | "Boyfriend/Girlfriend"       | Keisha Cole, C Side -              | 3:27 |
| 8  | "With You (Remix)"           | Chris Brown                        | 4:21 |
| 9  | "Cant Help but Wait (Remix)" | Trey Songz, Rick Ross              | 3:28 |
| 10 | "Sexy Can I (Remix)"         | Ray J, Sheek Louch                 | 2:31 |
| 11 | "Teenage Love Affair"        | Alicia Keys                        | 3:07 |
| 12 | "Shawty Is a Killa"          | Cherish, Yung Joc                  | 3:44 |
| 13 | "Mixfiend"                   | Danity Kane                        | 3:02 |
| 14 | "Emotional (Remix)"          | Casely, Flo-Rida                   | 4:05 |
| 15 | "I Got a Thing for Ya"       | Keisha Cole, Trina                 | 3:30 |
| 16 | "I Got a Problem"            | Pleasure P, Plies, Trina           | 5:24 |
| 17 | "Luv"                        | Janet Jackson                      | 3:10 |
| 18 | "Touch My Body (Remix Pt.2)" | Mariah Carey, Bone Thugs-N-Harmony | 3:21 |
| 19 | "Shakedown"                  | Mary J. Blige, Usher               | 3:35 |
| 20 | "Ya Man Aint Me"             | Chris Brown                        | 3:10 |
| 21 | "Ecstacy"                    | Rick Ross, Danity Kane             | 4:53 |